# 無空
無空（むくう、生年不詳 - 延喜16年6月26日（916年7月28日））は、平安時代前期の真言宗の僧。俗姓橘氏。真然の弟子で、第2代金剛峰寺座主。権律師。

## 三十帖冊子事件
三十帖冊子とは、空海が唐から請来した経籍で、朝廷に進上した分とは別に手元においておくため自ら書写した冊子本。長く東寺に所蔵されていたが、貞観18年（876年）6月、高野山の真然が東寺長者の真雅から借り受けて持ち帰り、その後、東寺側の度重なる返還要請を拒否しつつ、真然から弟子で初代金剛峰寺座主の寿長、第2代座主の無空へと伝えられた。寛平6年（894年）に金剛峰寺座主となった無空は、三十帖冊子を守るため、高野山と山城国を往還する際も常に携行していたという。
延喜16年（916年）6月26日に無空は山城国の円提寺で死去。東寺長者観賢は、なおも言を左右にして冊子を返還しない無空の弟子僧らに業を煮やし、宇多法皇に事の次第を奏上。法皇の譴責を受けた無空の弟子らは、ついに冊子を東寺に返還した。延喜18年（918年）3月、冊子は観賢によって天覧に供され、翌19年（919年）11月、冊子を永く東寺経蔵に安置し東寺一長者に守護させるよう勅命が下された。こうして三十帖冊子事件は解決したが、権威を失った高野山の荒廃を招いたと伝えられる。

## 伝説
- 死後、藤原仲平の夢枕に立ち助けを求める

無空は自分が死んだときの供養で弟子を煩わせまいと、ひそかにその費用として銭1万を用意し天井裏に隠していたが、弟子にそのことを告げないまま病死した。藤原仲平（枇杷左大臣）は無空と親交があった。ある夜、仲平の夢に無空がボロボロの汚い衣を着て現れ、「隠しておいた銭のため往生できず、蛇と化して苦しみを受けている。どうかその銭で法華経を書写してくれ」と懇願した。仲平が高野山の無空の住房に行き天井裏を捜すと、果たして銭1万と蛇がいた。仲平は早速、京に帰って銭をつかって法華経1部を書写供養した。すると再び無空が夢に立派な法服を着て香炉を持って現れ、「おかげで極楽にいける」と礼を述べて西に向かって去っていった。

## 補注
1. ↑  没年には延喜18年（918年）説（『高野山検校帳』など）、延喜21年（921年）説（『元亨釈書』など）もある
2. ↑  『日本往生極楽記』、『今昔物語集』巻十四、『元亨釈書』